# Der Hohenfriedberger
Der Hohenfriedberger (ook „Hohenfriedeberger“ genoemd) is een van de bekendste Duitse militaire marsen. De naam herinnert aan de overwinning van de Pruisen over de met elkaar verbonden Oostenrijkers en Saksen op 4 juni 1745 (Tweede Silezische Oorlog) tijdens de Slag bij Hohenfriedeberg (in de buurt van Strzegom). 
Over de ontstaansgeschiedenis van de mars zijn talrijke legenden. Naar men zegt, zou het dragonderregiment Bayreuth, dat de slag voor Pruisen beslist had, op de volgende dag met deze mars naar zijn verblijf zijn gegaan, en koning Frederik II zou zijn hoed afgenomen hebben. Of de mars werkelijk toen al te horen was, is net zo twijfelachtig als de bewering, dat Frederik II van Pruisen – der „Alte Fritz“ – de componist zou zijn. Historisch bewezen is intussen, dat de koning aan het dragonderregiment Bayreuth een „genadebrief“ liet uitreiken, die het regiment het recht gaf, zowel grenadiermarsen van de voettroepen (met trommels en fluiten) als ook kurassiermarsen van de ruiters (met grote trommen en fanfaren) te spelen.
De eerste bekende notitie (pianobewerking) stamt uit 1795. Voor het eerst in 1845, bij het honderdjarige jubileum van de slag, werd voor de mars een tekst toegeschreven, „Auf Ansbach-Dragoner, Auf Ansbach-Bayreuth ...“ , omdat het regiment ondertussen als „Ansbach-Bayreuth“ onbekend geworden was. In de tijd van het Duitse Keizerrijk symboliseerde de „Hohenfriedberger“ zowel op grond van zijn verbinding aan de grote overwinningen van Frederik II als ook vanwege diens (ook al had hij geen kinderen) vaderschap over het huis van de Hohenzollern en gold als „roemmars“ van het Pruisische leger. 
Door de herinnering aan de overwinningen van Frederik II over de Oostenrijkers voegde de componist Gottfried Piefke in het jaar 1866 na de gewonnen Slag bij Königgrätz de „Hohenfriedberger“ in de tweede helft van zijn „Königgrätzer Marsch“ toe.        

## Tekst
De originele Duitse tekst: 
1ste Stanza:                                                        
Auf, Ansbach-Dragoner!
Auf, Ansbach-Bayreuth!
Schnall um deinen Säbel
und rüste dich zum Streit!
Prinz Karl ist erschienen
auf Friedbergs Höh'n,
Sich das preußische Heer
mal anzusehen.
Refrein (2x):
Drum, Kinder, seid lustig
und allesamt bereit:
Auf, Ansbach-Dragoner!
Auf, Ansbach-Bayreuth!
Drum, Kinder, seid lustig
und allesamt bereit:
Auf, Ansbach-Dragoner!
Auf, Ansbach-Bayreuth!
2de Stanza:  
Hab'n Sie keine Angst,
Herr Oberst von Schwerin,
Ein preuß'scher Dragoner
tut niemals nicht fliehn!
Und stünd'n sie auch noch
so dicht auf Friedbergs Höh',
Wir reiten sie zusammen
wie Frühlingsschnee.
Ob Säbel, ob Kanon',
ob Kleingewehr uns dräut:
Refrein (2x):
Drum, Kinder, seit lustig
und allesamt bereit:
Auf, Ansbach-Dragoner!
Auf, Ansbach-Bayreuth!
Drum, Kinder, seit lustig
und allesamt bereit:
Auf, Ansbach-Dragoner!
Auf, Ansbach-Bayreuth!
3de Stanza:
Halt, Ansbach-Dragoner!
Halt, Ansbach-Bayreuth!
Wisch ab deinen Säbel
und laß vom Streit;
Denn ringsumher
auf Friedbergs Höh'n
Ist weit und breit
kein Feind mehr zu sehn.
Und ruft unser König,
zur Stelle sind wir heut':
Auf, Ansbach-Dragoner!
Auf, Ansbach-Bayreuth!
Refrein:
Drum, Kinder, seit lustig
und allesamt bereit:
Auf, Ansbach-Dragoner!
Auf, Ansbach-Bayreuth!

## Toepassing in films
- De mars werd gebruikt in het begin van de film Stalingrad en in Barry Lyndon, waarin het Pruisische leger tijdens de Zevenjarige Oorlog nagespeeld is.